# 다로

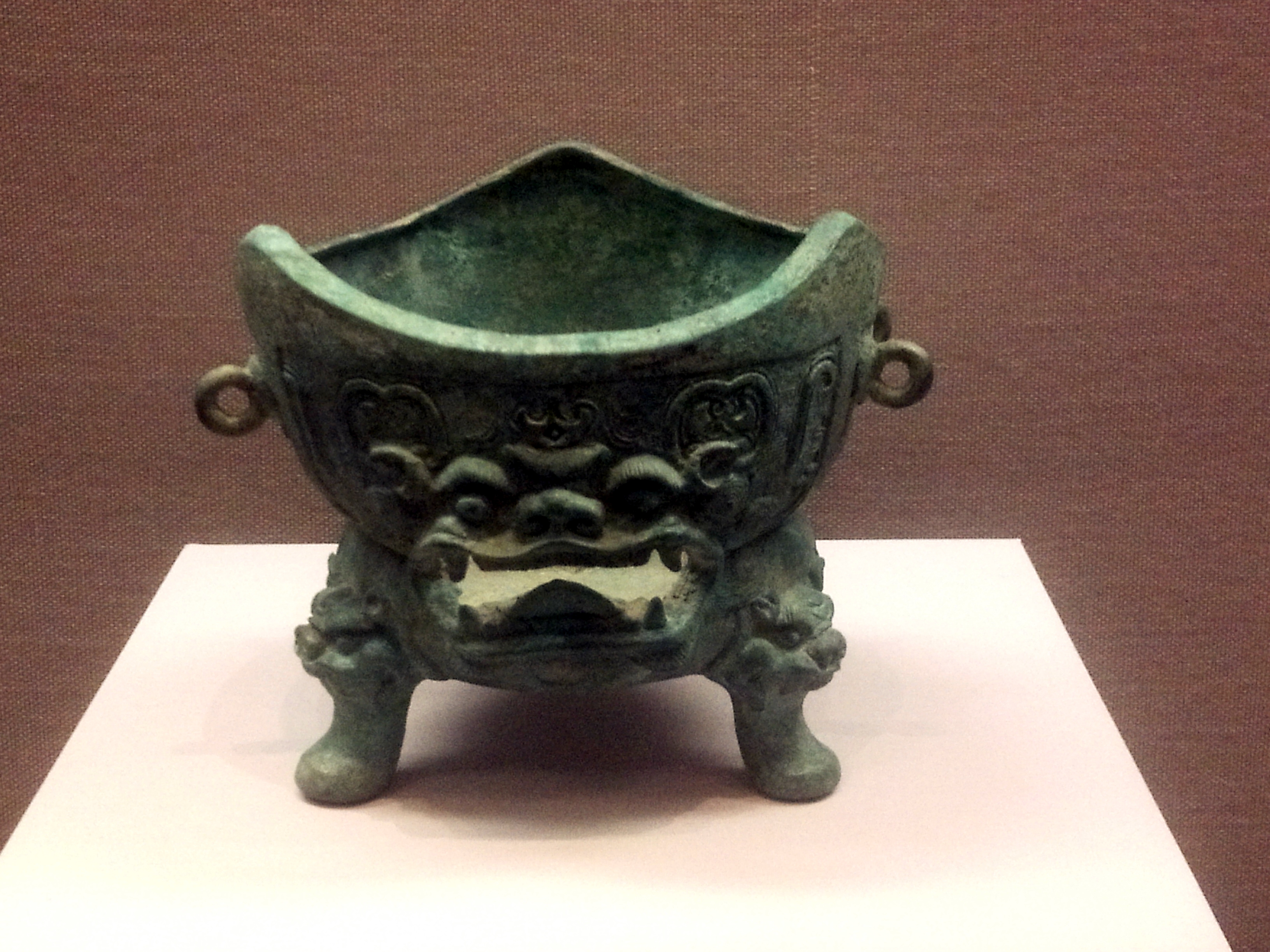
귀면 청동로

다로(茶爐)는 차솥이나 찻주전자를 올려 차를 달이는 데 쓰는 화로이다.

## 같이 보기
- 티워머